# Judy Blume
Judy Blume (nascida Judy Sussman, 12 de fevereiro de 1938) é uma escritora de literatura infanto-juvenil estadunidense. Escreveu mais de 30 livros para crianças e adolescentes, tendo vendido mais de 80 milhões de cópias. Os seus livros foram traduzidos para 31 idiomas diferentes.
É mundialmente famosa por suas polêmicas obras para adolescentes, que envolvem temas como sexo, bullying, racismo e masturbação, como o caso de um de seus maiores bestseller, o livro Tiger Eyes, que está sendo transformando em filme. O filme Tiger Eyes é estrelado por Willa Holland e Amy Jo Johnson e foi dirigido pelo filho de Judy Blume, Lawrence Blume.

## Biografia
Judy Blume nasceu a 12 de fevereiro de 1938, em Elizabeth, no estado de New Jersey. Judy era filha de um dentista e de uma dona de casa e frequentou a escola primária do seu próprio bairro. Passou dois anos em Miami, acompanhando a mãe e o irmão, que tinha um problema de saúde e precisava do ar marítimo e de muito sol para ficar bem. Depois que voltou a New Jersey, ela ingressou na única escola secundária feminina desse estado, dedicando-se à edição do jornal escolar e à encenação de peças de teatro.
Depois de ter terminado os seus estudos secundários, Judy se matriculou-se na Universidade de Nova Iorque, onde se qualificou em 1961 como professora primária. Logo depois de formada, ela se casou então com John Blume, um jovem advogado de quem teve dois filhos.[carece de fontes?]
Ficando ocupada a cuidar das crianças e das tarefas domésticas, Judy Blume procurou uma maneira de preencher o vazio que sentia na sua vida. Então ela decidiu inscrever-se num curso de "Escrita Criativa" para crianças na Universidade de Nova Iorque, onde se tinha formado anos antes. Depois de ter publicado vários contos em revistas de especialidades, Judy Blume completou o seu primeiro romance, Iggie's House, que foi lançado em 1970. Depois dele, seguiram-se muitos outros, entre os quais estão Are You There God? It's Me, Margaret (1970), Freckle Juice (1971), Blubber (1974), Forever... (1975), Super Fudge (1980). Tendo vivido sete anos no Novo México, encontrou a inspiração para a produção de Tiger Eyes (1981), obra direcionada para um público de jovens adultos.[carece de fontes?]
Depois de divorciar-se de seu primeiro marido, Judy Blume casou novamente em 1987, desta vez com um escritor, com que se mudou para Key West, na Flórida, onde vive até hoje. Continuando a escrever, publicou, entre outras obras, Letters To Judy: What Your Kids Wish They Could Tell You (1986), Fudge-a-mania (1990) e Places I Never Meant To Be (1999), uma compilação de contos originais escritos por vários autores, e que foi proibido se de ser lançado pela censura.
Devido o fato de muitas de suas obras lidarem com o desabrochar sexual de uma forma natural e espontânea, Judy Blume foi alvo de críticas e da censura, o que a levou a juntar-se à Coligação Nacional Contra A Censura norte-americana. Ela fundou, em 1981, o Kids Fund, uma organização de caridade e educação para a infância. Em 1996, ela recebeu o Prémio de Carreira do "Margaret A. Edwards", atribuído pela Associação de Bibliotecas Norte-Americanas.[carece de fontes?]
Atualmente, a autora mora em Nova York e em Key West, Florida, com meu marido, George Cooper, e continua escrevendo histórias de não-ficção.

## Obras

### Livros infantis
- The One in the Middle is the Green Kangaroo (1969)
- Iggie’s House (1970)
- Tales of a Fourth Grade Nothing (1972)
- Otherwise Known as Sheila the Great (1972)
- It’s Not the End of the World (1972)
- The Pain and the Great One (1974)
- Blubber (1974)
- Starring Sally J. Freedman as Herself (1977)
- Freckle Juice (1978)
- Superfudge (1980)
- Just as Long as We’re Together (1986)
- Fudge-a-Mania (1990)
- Double Fudge (2002)
- Soupy Saturdays with the Pain and the Great One (2007)
- Cool Zone with the Pain and the Great One (2008)
- Going, Going, Gone! With the Pain and the Great One (2008)
- Friend or Fiend? With the Pain and the Great One (2008)

### Livros para jovens/adultos
- Are You There God? It’s Me, Margaret (1970)
- Then Again, Maybe I Won’t (1971)
- Deenie (1973)
- Forever (1975) O primeiro amor
- Tiger Eyes (1981)
- Just as Long as We're Together (1987)
- Here’s to You, Rachel Robinson (1993)
- Places I Never Meant to Be (1999)

### Livros para adultos
- Wifey (1978)
- Smart Women (1983)
- Summer Sisters (1998) Irmãs de Verão
- In the Unlikely Event (2015)